# San Pedro (Vulkan)

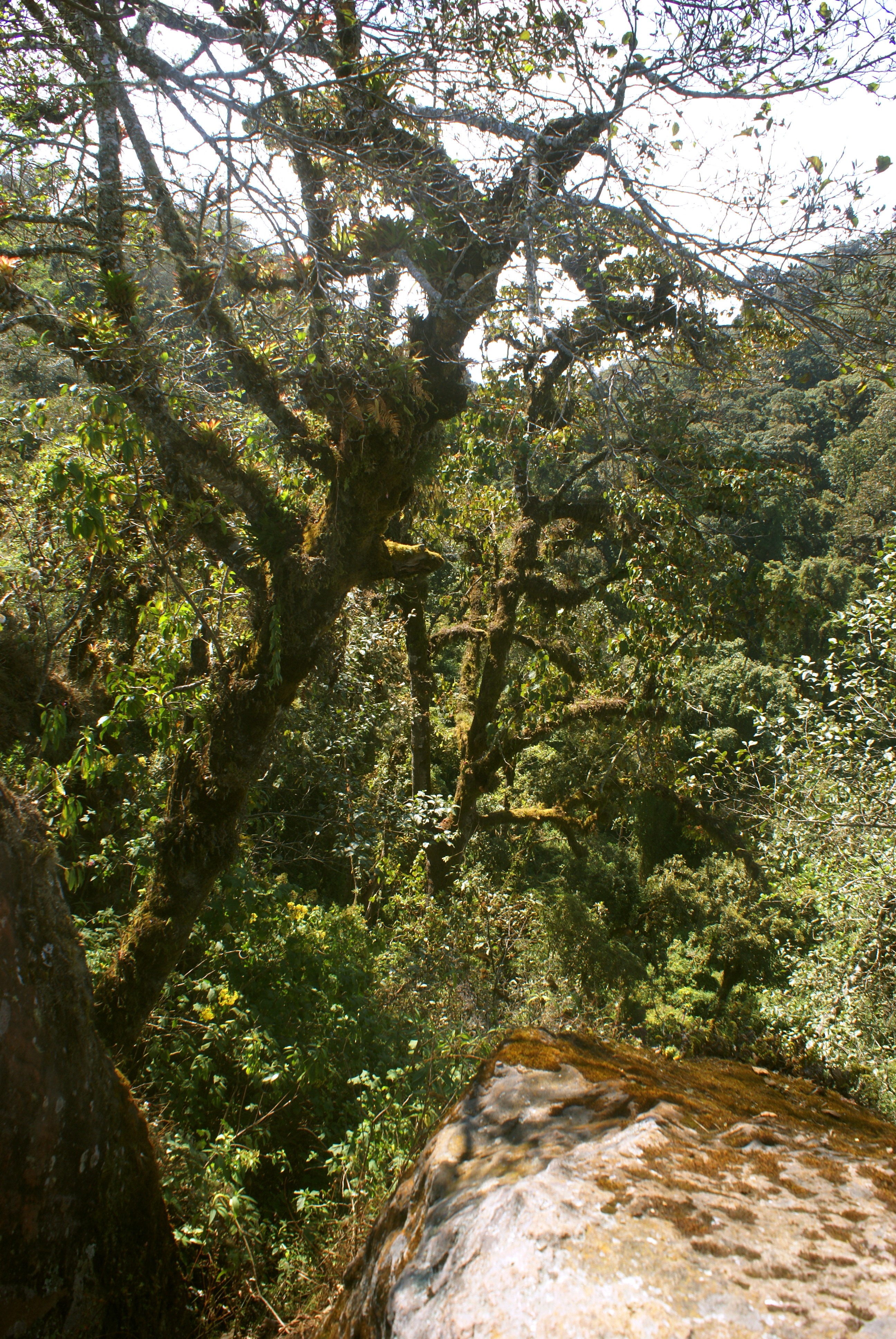
Blick in den bewachsenen Krater des Vulkans

San Pedro ist ein Stratovulkan an der Küste des Lago de Atitlán in Guatemala. Er ist 3018 m hoch und ruht seit etlichen hundert Jahren.
Eine Besteigung ist von San Pedro La Laguna in ca. 4 Stunden möglich.